# Noradrenalin
Noradrenalin, även benämnd norepinefrin, är en signalsubstans, men även ett blodburet hormon. Det är dessutom ett förstadium till adrenalin, vilket antyds i namnet. Noradrenalin är en form av katekolamin. Det är den viktigaste neurotransmittorn i det sympatiska nervsystemet och räknas som ett stresshormon eftersom det ingår i stressaxeln.

## Biokemi
Noradrenalin bildas genom att enzymet dopamin-beta-hydroxylas hydroxylerar dopamin. Syntesen sker framför allt i neuroendokrina celler i binjuremärgen,  men också i en kärna i hjärnstammen, locus coeruleus och tegmentum. Enzymet som noradrenalinsyntesen är beroende av, bildas av bl.a. koppar, och askorbat.
Det noradrenalin som bildas i binjuremärgen kan antingen ombildas till adrenalin, eller insöndras i blodet och fungera som hormon när det fäster på adrenerga receptorer i målceller, huvudsakligen i sympatiska nervsystemet. Det noradrenalin som bildas i locus coeruleus och tegmentum kommer i stället att verka i det så kallade noradrenerga systemet, vilket är ett system i centrala nervsystemet.

## Effekter
Det utsöndras bland annat i betydligt mindre mängd än adrenalin från binjuremärgen, men är den viktigaste neurotransmittorn i det sympatiska nervsystemet. Sympatiska nerver som går från centrala nervsystemet till hjärta, blodkärl, njurar och andra organ använder noradrenalin som signalsubstans.
Utsöndring av noradrenalin sker vid flykt- och kamprespons (fight or flight).

### Sympatiska nervsystemet
Noradrenalin binder till både alfa- och betaadrenerga receptorer, men har mycket större affinitet för de alfaadrenerga receptorerna. När noradrenalin binder till receptorerna i hjärtat, får den en rad prestandahöjande effekter på hjärtmuskulaturen. Bland annat ökar hjärtfrekvensen, slagvolymen och kontraktiliteten (hjärtmuskulaturens kontraktionskraft). Blodkärl stimuleras till sammandragning.

### Centrala nervsystemet
Neurologiskt har noradrenalin betydelse främst när det gäller vakenhet, aktivitet, uppmärksamhet och vid depressioner. Noradrenerg aktivitet i hjärnan anses vara sänkt hos människor som lider av depression. Tricykliska antidepressiva ökar nivåerna av noradrenalin. Dock finns studier som tvärt om tyder på att gott humör och hög sinnesstämning korrelerar med låga nivåer noradrenalin, i likhet med kontroversen om huruvida depression kan definieras som serotoninbrist.
Noradrenalin leder till ökad aggression hos hanråttor. Hos honråttor verkar det dock minska aggressionsnivån, och spelar en viss roll i utvecklingen av moderskänslor.

## Interaktioner med andra hormoner
Noradrenalin stimulerar utsöndringen av luteiniserande hormon. Östrogen kan både stimulera och hämma utsöndring av noradrenalin i det noradrenerga systemet, där noradrenalinet som reaktion påverkar utsöndringen av gonadotropinfrisättande hormon. Hur östrogenet och noradrenalinet påverkar varandra är beroende av var de verkar. Östrogenreceptorer finns i noradrenerga nervceller, vilket troligen är platsen för den hämmande effekten. Värdena av noradrenalin och andra katekolaminer i centrala nervsystemet, kan därför påverka längden på reproduktiva tiden.
Noradrenalin ökar mottagligheten för oxytocin i hippocampus, och är möjligen totalt sett viktigare än serotonin beträffande utsöndringen av och aktiviteten på oxytocinet.
Det finns studier som tyder på att noradrenalin deltar i den årstidsbundna termoregleringen, genom en interaktion med tyreoideahormonerna.
Blodburna blodtrycksreglerande hormoner utsöndras, i respons på noradrenalin, från njurar, hypofys och binjurar (angiotensin, renin, aldosteron och ADH). Aktivering av renin–angiotensinsystemet leder likaså till utsöndring av noradrenalin.
I egenskap av stresshormon interagerar noradrenalin också med blodsockervärdet och insulin. Det används som vasokonstriktor vid hyperglykemi men ger insulinresistens.
I samband med höjt blodsocker (glukos) eller diabetes tenderar noradrenalin att ha ökats .
Noradrenalin har även koppling till hjärtrytm.